# Marna Nilsdotter
Marna Nilsdotter, född 1782, död 1859, var en svensk klok gumma eller naturläkare verksam i Lund, känd som kokvinnan eller kokärringen.

## Biografi
Marna Nilsdotter var dotter till Elna Hansdotter (d. 1814), mor till Elna Hansson och mormor till Johanna Maria Andersson. Hennes mor behandlade både människor och djur, en praktik Marna Nilsdotter fortsatte med. Yrket som klok gumma gick i arv inom Marnas familj. Hon var elev till sin mor som i sin tur lärt sig konsten av sin mor Sissa Mårtensdotter, som lärt den av sin mor, Elna Persdotter, som var benbrottsläkare i början av 1700-talet.
Marna Nilsdotter var inte gift men fick två barn, sonen Hans och Elna Hansson, som följde henne i yrket. Ogifta mödrar levde vid denna tid generellt i en svår situation, men Marna Nilsdotter var så framgångsrik inom sitt yrke som klok gumma att hon 1815 kunde köpa ett eget hus. Hon gifte sig 1816 med stensättaren Arvid Ericsson (d. 1855), med vilken hon fick ytterligare fyra barn.

### Verksamhet
Marna Nilsdotter bosatte sig med sin mor i Lund 1788, assisterade henne troligen som barn och övertog verksamheten vid moderns död 1814. Hon skötte bland annat sår, frakturer och magsjukdomar. Det finns inga andra uppgifter om hennes verksamhet utom de som framkom då hon anmäldes av utbildade läkare. Hon avslutade sin verksamhet först 1855, då hon bosatte sig hos sin dotter i Malmö. Hon avled i koleran. 

### Åtal
Marna Nilsdotter, dottern Elna Hansson och en person i Oxie som bedrev liknande verksamhet anmäldes 1845 av provinsialläkaren Carl Gustaf Wieselqvist för kvacksalveri. Hon uppgav att hon endast behandlade med utvärtes medel och frikändes därför, trots att lagen sedan 1688 förbjudit andra än regelrätt utbildade bardskärer, fältskärer och läkare att bedriva sjukvård.
År 1846 anmäldes hon för felbehandling av drängen Nils Larsson. Denne hade brutit höger underben. Han fördes till lasarettet där såret vid fotleden över brottet förbands och ett stödbandage lades. Efter två dagar lämnade Larsson sjukhuset på egen begäran och sökte vård hos Marna Nilsdotter. Såret uppgavs då vara friskt, men det är inte förvånande då sårinfektioner inte visar sig så snart. Några dagar efter Marnas behandling kände Larsson ”en stark klämsel i bröstet” och kallade på en granne som lät koppa honom (tömde ut blod genom ett koppglas). Stadsläkaren tillkallades och ordinerade samma behandling utan att undersöka benet. Nästa natt var Nils Larsson påverkad av feber, och såret var svartgrönt som vid kallbrand. Följande natt avled han.
Marna Nilsdotter uppgav att hon hade förbundit såret med en "sammanblandad olja" kallad "Kokvinnans olja" (senare kallad "Lundakvinnans olja") och innehöll kalkliniment och kamfer (denna såldes i Skåne fram till 1960-talet). Hon uppgav att hon hade behandlat många patienter framgångsrikt på samma sätt, och kunde visa upp brev från patienter som intygade det. Hon menade att Larssons död berodde på de onödiga koppningarna som grannen och stadsläkaren företagit. Hon dömdes till 50 riksdalers böter för att ha bidragit till Larssons död men frikändes från åtalet om kvacksalveri.